# Жертвоприношение Поликсены
«Жертвоприношение Поликсены» (англ. Sacrifice of Polyxena) — картина одного из величайших мастеров итальянского искусства Джамбаттисты Питтони (итал. Giambattista Pittoni), выставлена в постоянной коллекции музея Эрмитаж, Санкт-Петербург. Картина описывает мифологический эпизод — жертвоприношение Поликсены, дочери царя Приама, принесенной греками в жертву на могиле Ахилла, которого она любила и который умер раньше нее от руки Париса. Другая версия того же сюжета (под названием «Поликсена, принесенная в жертву манне Ахилла») хранится в Лувре. Экспозиции Художественного музея Уолтерса и Государственной галереи в Штутгарте в целом имеют ту же композицию, что и экспозиции Эрмитажа, но с перевернутой архитектурой левого и правого направлений.